# ファウンテンズ修道院
座標: 北緯54度6分58秒 西経1度34分23秒 / 北緯54.11611度 西経1.57306度
ファウンテンズ修道院（ファウンテンズしゅうどういん、Fountains Abbey）は、イングランド北部、ノース・ヨークシャーのリポンにあるシトー会の修道院跡である。
周辺のスタッドリー王立公園 (Studley Royal Water Garden) とともに、ユネスコ世界遺産に登録されている。

## 来歴
1130年代にヨークのセント・メアリー修道院から13人の修道士が、新たな修業の場としてリポンにあるスケル谷と呼ばれる地に移り住んだ。当時のリポン周辺はウィリアム2世との抗争によって荒廃していた。シトー会修道士ジョフロア・デナイの指揮のもと修道院の建設と寄付金集めは進み、やがて広大な土地や資産をもつ共同体へと発展した。ヨーロッパの修道会との知的交流も盛んとなり、13世紀にはイギリスのシトー会修道院の中ではで一二を争う規模となっていた。
12世紀に作られた聖堂の身廊と翼廊はフランスのフォントネーのシトー会修道院によく似た構造で、柱頭やコンソールの装飾にはアングロ・ノルマン的な要素が見られる。13世紀に完成した礼拝堂はイギリスで最初に尖塔アーチで飾られ、従来の清貧を旨とするシトー会の様式とは異なるものとなっている。
修道院はその後400年にわたり発展を続けたが、ヘンリー8世の小修道院解散法とその後の争乱によってファウンテンズ修道院も解散となった。解散後の修道院は荒廃が進んだが、その廃墟の美しさはロマン主義の芸術家たちを刺激した。20世紀にも当時の遺構を多く残し、1986年にはユネスコ世界遺産に登録された。

## 登録基準
この世界遺産は世界遺産登録基準のうち、以下の条件を満たし、登録された（以下の基準は世界遺産センター公表の登録基準からの翻訳、引用である）。
- (1) 人類の創造的才能を表現する傑作。
- (4) 人類の歴史上重要な時代を例証する建築様式、建築物群、技術の集積または景観の優れた例。